# Татиев, Руслан Мажитович
Руслан Мажитович Татиев (26 июля 1955 — 11 декабря 2020) — российский политический деятель, первый председатель Совета министров Ингушской Республики в 1993 году.

## Биография
Родился 26 июля 1955 года.
В 1990 году был избран депутатом Верховного Совета Чечено-Ингушской АССР 9-го созыва.
Директор совхоза «Серноводский», председатель Сунженского райсовета народных депутатов в 1992 году.
Первый председатель Совета министров Ингушской Республики: занимал должность с 24 марта по 5 июля 1993 года. Назначен указом президента Республики Ингушетия Руслана Аушева. 5 июля 1993 года Совет министров Ингушской Республики, включая его главу, был отправлен в отставку, как не справившийся со своими служебными обязанностями. 
В 2001—2005 годах — заместитель специального представителя Президента РФ по вопросам урегулирования осетино-ингушского конфликта (назначен 14 мая 2001 года). 25 октября 2005 года освобожден от должности распоряжением премьер-министра РФ Михаила Фрадкова. 
Кандидат на президентских выборах в Ингушетии 2002 года: шёл как самовыдвиженец, снялся 2 апреля 2002 года.
Работал заместителем руководителя Межрегионального управления ФМС России в г. Владикавказ. 19 февраля 2008 года распоряжением премьер-министра РФ Виктора Зубкова ему был присвоен чин государственного советника Российской Федерации 3-го класса. В декабре 2009 года — написал рапорт о своем переводе в другой регион.  
Кандидат политических наук (2010), степень получил на кафедре национальных и федеральных отношений РАГС. Кандидатская работа — «Территориальные этнополитические конфликты: политико-правовые основы урегулирования: на примере осетино-ингушского конфликта». Занимался политической конфликтологией.
Умер в декабре 2020 года.

## Награды
- Кавалер ордена «За заслуги» Республики Ингушетия (Указ Президента Республики Ингушетия от 25 июля 2005 года)
- Почётный гражданин Сунженского района (29 декабря 2020, посмертно)[12]

## Научные работы
- Р.М.Татиев. Осетино-ингушский конфликт: причины и последствия // Социология власти. — 2009. — № 6. — С. 180—186.